# Władysław Kormilczyc
Władysław Kormilczyc (XII/XIII wiek) – halicki bojar przewodzący bojarskiej opozycji przeciw księciu halickiemu.
Przy pomocy wojsk węgierskich w 1213 zdobył Halicz i obwołał się księciem halickim. Podczas rozmów na Spiszu w 1214 król węgierski Andrzej II i książę Leszek Biały postanowili podzielić między siebie ziemię halicką i wołyńską. 
Wojska węgierskie zajęły ziemię halicką i pozbawiły Władysława władzy. Andrzej II zawarł porozumienie z wdową po księciu Romanie i poddał represjom zbuntowanych bojarów. Władysław został uwięziony, poddany torturom, a następnie wywieziony na Węgry, gdzie zmarł.